# 키즈모노가타리 II 열혈편
《키즈모노가타리 II 열혈편》(傷物語II 熱血篇, 영어: Kizumonogatari II: Nekketsu-hen)은 2016년 8월 19일 개봉한 일본의 공포 애니메이션 영화이다.

## 줄거리
고등학교 2학년 봄 방학,
아름다운 흡혈귀 키스샷 아세롤라오리온 하트 언더 블레이드와 만난 아라라기 코요미.
사지를 잃고 빈사 상태였던 그녀를 구한 코요미는 뜻밖에도 자신까지 흡혈귀가 되고 만다.
인간으로 돌아가려면 빼앗긴 키스샷의 사지를 되찾아야만 한다.
괴이 전문가 오시노 메메의 조언을 받은 코요미는 가혹한 싸움에 뛰어 들게 된다.
그의 앞을 가로막고 있는 것은 신장이 2미터를 넘는 거한이자 흡혈귀를 사냥하는 흡혈귀, 드라마츠루기. 거대한 십자가를 자유자재로 다루는 반흡혈귀(뱀파이어 하프), 에피소드. 그리고 흡혈귀 퇴치를 전문으로 하는 과묵한 인간, 길로틴 커터.
 과연 코요미는 세 명의 적으로부터 키스샷의 사지를 빼앗을 수 있을 것인가?
 거센 비가 쏟아지는 3월의 마지막 밤
 혈전의 막이 조용히 올라간다

## 출연진
- 카미야 히로시 - 아라라기 코요미
- 사카모토 마아야 - 키스샷 아세롤라오리온 / 하트 언더 블레이드
- 사쿠라이 타카히로 - 오시노 메메
- 호시에 유이 - 하네카와 츠바사
- 이리노 미유
- 에바라 마사시
- 오오츠카 호츄

## 개봉
《키즈모노가타리 II 열혈편》은 일본에서는 2016년 8월 19일, 대한민국에는 10월 20일에 개봉했다